# Nominon
Nominon ist eine schwedische Death-Metal-Band aus Jönköping, die im Jahr 1993 gegründet wurde.

## Geschichte
Die Band wurde im Januar 1993 vom Gitarristen Juha Sulasalmi und dem Sänger Peter Nilsson gegründet, nachdem sie sich von ihrer vorherigen Band Choronzon getrennt hatten. Im selben Jahr erschienen die Demos Daemon 1 und Daemon 2, auf dem Fafnir für das „Geheul“, Vvhorrkkh für die E-Gitarre und Iaka als Schlagzeuger vermerkt wurden, obwohl die Gruppe weiterhin nur aus Sulasalmi und Nilsson bestand. Sulasalmi und Nilsson waren zudem auch in der Band Dion Fortune aktiv, wodurch sie mit Nominon nur eingeschränkt waren; dies änderte sich nachdem sich die Gruppe 1995 aufgelöst hatte. Im Februar 1996 folgte der erste Auftritt zusammen mit Vermin, Dissection und Dismember. Hierbei bestand Nominon aus Sulasalmi am Schlagzeuger, dem Sänger Niklas „Nicke“ Holstensson, den Gitarristen Christian Cederborg und Jonas Mattson und dem Bassisten Tobias „Tobbe“ Hellman. Später im Jahr erschien das Demo My Fear, auf dem Sulasalmi zur E-Gitarre gewechselt hatte und Emil Dragutinovic als neuer Schlagzeuger zu hören war. In derselben Besetzung nahm die Gruppe auch das Demo Demo 2 - 96 auf. Nachdem das Demo Promo 1997 veröffentlicht worden war, verließ Hellman die Besetzung und wurde durch den Bassisten David Svartz ersetzt. Durch das Demo erreichte Nominon einen Vertrag bei X-Treme Records, dem sich im Oktober 1998 die Aufnahmen zum Debütalbum Diabolical Bloodshed, das im November 1999 erschien, anschlossen, die im Sunlight Studio in Stockholm stattfanden. 1998 trat die Band in Deutschland in Ludwigsburg und Rostock erstmals außerhalb Schwedens auf. Danach ging man zusammen mit Warhammer auf Tour. Im selben Jahr war die Band in der schwedischen TV-Show Sefyr zu sehen. Vor den Aufnahmen zum Debütalbum war zudem Lenny Blade als neuer Bassist zur Besetzung gekommen. Danach verhandelte die Band mit einem weiteren Label. Nachdem die Band einen Vertrag im Jahr 2001 unterzeichnet hatte, wurde dieser kurz darauf wieder aufgelöst. In der Zwischenzeit verließ Emil Dragutinovic im September 2001 die Band wieder und trat später Marduk bei. Er wurde durch Per „Perra“ Karlsson ersetzt. Zudem verließ auch der Sänger Holstenson die Band und trat im Juni 2003 Thy Primordial bei. Mit Jonas Mattson als Sänger erschien 2003 die EP Blaspheming the Dead, wobei die Kompaktkassetten-Version auch eine Coverversion des Repulsion-Liedes Decomposed enthielt. 2003 nahm Nominom die EP The True Face of Death auf, die 2004 auf CD bei Nuclear Winter Records und auf LP bei TPL Records erschien. Danach verließ im Mai der Bassist Lenny Blade die Besetzung und wurde durch Joel Andersson ersetzt. Während die Gruppe nach einem neuen Sänger suchte, übernahm Juha Sulasalmi diesen Posten. Im selben Jahr erreichte die Gruppe einen Vertrag bei Konqueror Records für CD- und Blood Harvest Records für LP-Veröffentlichungen. Im Herbst 2004 begab sich die Band in das Necromorbus Studio, um eine Coverversion von Voivods Live for Violence für ein Tribute-Album von Nihilistic Holocaust Records aufzunehmen. Zudem nahm man auch ein Cover des Whiplash-Liedes Spit on Your Grave auf. Außerdem ging Nominon im September zusammen mit Benediction und Godhate auf eine Europatournee, wobei hier Daniel Garptoft als neuer Sänger vertreten war. Über das deutsche Label Northern Silence Productions erschien 2004 eine Split-Veröffentlichung zusammen mit Fafner namens Daemons of the Past, die die ersten drei Demos der Band enthielt. Anfang 2005 wurde das zweite Album Recremation im Necromorbus Studio mit dem Co-Produzenten Tore „Necromorbus“ Stjerna aufgenommen, ehe es im April desselben Jahres erschien. Bei den Aufnahmen war Christian Strömblad als zweiter Gitarrist anwesend. Die limitierte LP-Version, die über Blood Harvest Records erschien, enthielt als Bonus das zuvor aufgenommene Whiplash-Cover. Im Mai trat die Gruppe auf dem Fuck the Commerce im deutschen Luckau auf, ehe sie später im selben Jahr zusammen mit Vital Remains auf Tour durch Europa ging. Die Tour fand im Oktober und November statt und umfasste Auftritte in Österreich, Italien, der Schweiz, Frankreich, Spanien, Portugal, Luxemburg und den Niederlanden. Anfang 2006 wurde ein Musikvideo zum Lied Hordes of Flies gedreht. Im Sommer veröffentlichten die US-Labels Deathgasm Records und Necroharmonic Productions Recreations in Nord- und Südamerika. Im selben Jahr veröffentlichte das singapurische Label Pulverised Records die Kompilation Remnants of a Diabolical History, die alte Demoaufnahmen und seltene Mitschnitte enthält. Hierauf sind das bis dahin unveröffentlichte Lied Diabolical Bloodshed, die Whiplash-, Voivod- und Repulsion-Covers, sowie Demos enthalten. Im Oktober kam Anders Malmström als neuer Bassist zur Gruppe.
Anfang 2007 begab sich die Band erneut mit Tore Stjerna in das Necromorbus Studio, um das dritte Album Terra Necrosis aufzunehmen, ein Titel, der vom Originalsänger Peter Nilsson gewählt wurde. Der Tonträger erschien noch im selben Jahr als CD bei Konqueror Records in Europa und Asien, bei Deathgasm Records und Ibexmoon Records in Nord- und Südamerika und als LP bei Blood Harvest Records. Zusammen mit der schwedischen Band Demonical und NunSlaughter ging es im Sommer auf eine Tournee durch Nordeuropa. Im folgenden Jahr ging es zusammen mit Remains durch Dänemark, Deutschland und die Niederlande. Das niederländische Label Badger Records veröffentlichte zu dieser Zeit die EP Legiôes em Portugal, die Live-Aufnahmen der Band aus dem Jahr 2005 in Portugal enthielt. Im Sommer 2008 ging es zusammen mit Quinta Essentia auf eine Tour durch Nordamerika. Dabei spielten sie auch zusammen mit Incantation und traten auf dem Central Illinois Metalfest in Urbana auf. Ihren 100. Auftritt hielt die Gruppe auf dem letzten Konzert der Tour in Nashville, Tennessee, ab. Im Herbst wiederveröffentlichte Deathgasm Records Diabolical Bloodshed, ehe im Oktober 2008 eine Tour durch Europa zusammen mit Holy Moses und Benediction folgte. Die Tour erstreckte sich über 14 Länder, dauerte vier Wochen an und beinhaltete 26 Auftritte.
Im Jahr 2009 arbeitete die Band an neuen Liedern und nahm dabei ein paar Demos auf. Zudem regelte man die Veröffentlichung des nächsten Albums mit Deathgasm und Blood Harvest Records. Im September 2009 begab man sich erneut mit Tore Stjerna in das Necromorbus Studio. Da der Sänger Daniel Garptoft die Besetzung vor den Aufnahmen verlassen hatte, sprangen verschiedene Sänger wie Erik Sahlström und Johan „Barsk“ Thornberg für ihn ein und auch Sulasalmi übernahm wieder die Gesangsrolle. Im November erschien als Vorgeschmack die EP Omen, die vier Lieder enthielt, ehe das Album Monumentomb im März 2010 erschien. Vor den Aufnahmen war Martin Karlsson zudem kurzzeitig in der Band als Bassist aktiv. Der Veröffentlichung folgte eine vierwöchige Tour durch die USA zusammen mit Quinta Essentia und Infinitum Obscure. Ende Juni erschien über Blood Harvest Records die LP-Version von Monumentomb. Die ersten 100 Kopien enthielten die EP Omen als Bonus, auf der die beiden Lieder Invocations und Through Dead Dreams Door zu hören waren, die von der zuvor erschienenen gleichnamigen EP stammten. Später im Jahr spielte die Band zusammen mit Dead Congregation und Bloody Sign auf dem dänischen Kill-Town Festival in Kopenhagen.
Anfang 2011 erschien die Split-Veröffentlichung Morbid Tunes of Death zusammen mit Exorcism. Zudem spielte die Band Konzerte in Polen, Dänemark und Schweden und nahm die EP Manifestation of Black im Mai und Juni auf, ehe sie im Dezember bei Deathgasm Records erschien. 2011 kam zudem Henke Skoog als neuer Sänger zu Nominon. Während der Aufnahmen entstanden zudem weitere Lieder, die für diverse Split-Veröffentlichungen wie etwa Absence of Light / Impaling the Nazarene mit Kommandant, die über Cryptorium Records im Sommer 2012 erschien, verwendet wurden. Hierauf coverte Nominon das Impaled-Nazarene-Lied Human Proof. Eine weitere Coverversion steuerte sie im selben Jahr für die Split-Veröffentlichung Imperial Anthems - Vol. X bei, auf der sie zusammen mit Graveyard Candlemass coverten. Der Tonträger erschien Anfang August bei Cyclone Empire. Im Oktober 2012 erschien über Deathgasm Records das fünfte Album The Cleansing auf CD und als LP. Das Album wurde im Studio Hell von Rober Ericsson aufgenommen und in den Moontower Studios in Barcelona von Javi Feléz und Per Karlsson abgemischt und gemastert. Auf dem Album bestand die Besetzung aus dem Bassisten Juha Sulasalmi, dem Schlagzeuger Per Karlsson, dem Gitarristen Alexander Lyrbo, dem Sänger Henke Skoog und dem Gitarristen Christian Strömblad unter dem Pseudonym „Antichristian“. 2013 feierte die Gruppe ihr 20-jähriges Bestehen durch die Veröffentlichung der Kompilation Decaydes of Abomination, die Lieder früher Demos, Alben und EPs enthielt. Als Bonus ist zudem das Musikvideo zu Hordes of Flies enthalten. Gegen Ende des Jahres hielt die Gruppe ein paar Auftritte in Schweden ab. Anfang 2014 erschien die Split-Veröffentlichung Maldiciones Impuras mit Morbosidad über das norwegische Label Edged Circle Productions. Nominon steuerte das Lied Of Ancient Craft bei, das auf keinem anderen Tonträger enthalten war und Ende 2013 im Studio Hell aufgenommen worden war.

## Stil
Laut Janne Stark in seinem Buch The Heaviest Encyclopedia of Swedish Hard Rock and Heavy Metal Ever! spielt die Band Oldschool-Death-Metal, der aggressiv und brutal sei. Laut Daniel Ekeroth in seinem Buch Schwedischer Death Metal hat die Band mit ihrem brutalen Stil die neue Welle des schwedischen Death Metal, wie er von Soils of Fate, Spawn of Possession, Insision und Visceral Bleeding gespielt werde, vorweggenommen. Laut David Perri im Buch The Collector’s Guide of Heavy Metal Volume 4: The ’00s setze man auf Terra Necrosis den schwedischen Death-Metal-Stil sinnvoll fort, anders als Bands wie Bloodbath, die eine nostalgische Hommage an den Stockholmer Death Metal seien. Nominon spiele Death Metal, der dem von Entombed ähneln würde, hätten sie den Stil von Left Hand Path fortgesetzt. Zudem sei die Musik auch mit der von Dismember vergleichbar.

## Diskografie
- Daemon 1 (Demo, 1993, Eigenveröffentlichung)
- Daemon 2 (Demo, 1993, Eigenveröffentlichung)
- My Flesh (Demo, 1996, Eigenveröffentlichung)
- Demo 2 - 96 (Demo, 1996, Eigenveröffentlichung)
- Promo 1997 (Demo, 1997, Eigenveröffentlichung)
- Diabolical Bloodshed (Album, 1999, X-Treme Records)
- Blaspheming the Dead (EP, 2003, Nuclear Winter Records
- The True Face Of Death (EP, 2004, Nuclear Winter Records/TPL Records)
- Daemons from the Past (Split mit Fafner, 2004, Northern Silence Productions)
- Recremation (Album, 2005, Deathgasm Records/Necroharmonic Productions/Blood Harvest Records)
- Remnants of a Diabolical History (Kompilation, 2006, Pulverised Records)
- Terra Necrosis" (Album, 2007, Konqueror Records/Deathgasm Records/Ibexmoon Records/Blood Harvest Records)
- Legiôes em Portugal (EP, 2008, Badger Records)
- Omen (EP, 2009, Deathgasm Records)
- Sathanas / Nominon (Split mit Sathanas, 2010, Pagan Records)
- Monumentomb (Album, 2010, Deathgasm Records/Blood Harvest Records)
- Morbid Tunes Of Death (Split mit Exorcism, 2011, Deathstrike Records)
- Manifestation of Black (EP, 2011, Deathgasm Records)
- Absence of Light / Impaling the Nazarene Split mit Kommandant, 2012, Cryptorium Records)
- Imperial Anthems - Vol. X (Split mit Graveyard, 2012, Cyclone Empire)
- The Cleansing (Album, 2012, Deathgasm Records)
- Decaydes Of Abomination (Kompilation, 2013, Deathgasm Records)
- Maldiciones Impuras (Split mit Morbosidad, 2014, Edge Circle Productions)